# Marcos Patronelli
Marcos Patronelli apodado Loquillo (1 de febrero de 1980 en Las Flores, Argentina), es un piloto de cuatriciclo y empresario argentino tres veces ganador del Rally Dakar. Se destacó en el Rally Dakar, donde ganó en 2010, 2013 y 2016, y finalizó segundo en 2009 y 2012. En total lleva ganadas 19 etapas en el Rally Dakar, además de cuatro ediciones del Enduro del Verano. Su hermano mayor Alejandro Patronelli también es un destacado corredor de cuatriciclos.
En 2009 fue el primer argentino en ganar una etapa del Rally Dakar y en subir a un podio. En 2010 salió campeón del Dakar, convirtiéndose en el primer argentino en ganar el Rally Dakar. A fines del mismo año, mientras se preparaba para participar en el Dakar 2011, sufrió un accidente que lo dejó con los peronés fracturados, la clavícula derecha rota y un ligamento comprometido en el tobillo. A pesar de ello y a base de su empeño, el argentino se subió a su cuatriciclo para, al menos, terminar la competencia. Pero en la tercera etapa sufrió una caída que comprometía su recuperación y se vio forzado a abandonar la competencia. En el Rally Dakar de 2012 sale subcampeón, ganando 3 etapas. En total lleva ganadas 19 etapas en el Rally Dakar, siendo el segundo piloto latinoamericano que más etapas ha ganado en el Dakar, después del chileno Ignacio Casale.

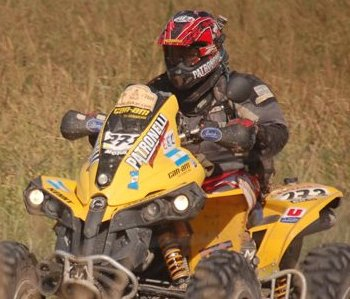
Marcos Patronelli corriendo en el Dakar 2009

Su hermano Alejandro Patronelli, dos años mayor que él, también es un destacado corredor de cuatriciclos, campeón del Enduro del Verano en 1999, subcampeón del Dakar 2010 y campeón del Dakar 2011, 2012. El hecho de que ambos hermanos hayan sido campeón y subcampeón del Dakar 2010, no tiene antecedentes en esa competencia.
En octubre de 2010 ganó el Rally de los Faraones del Campeonato Mundial de Rally Raid de la Federación Internacional del Automóvil, convirtiéndose así el primer argentino en ganar esa competencia.

## Biografía

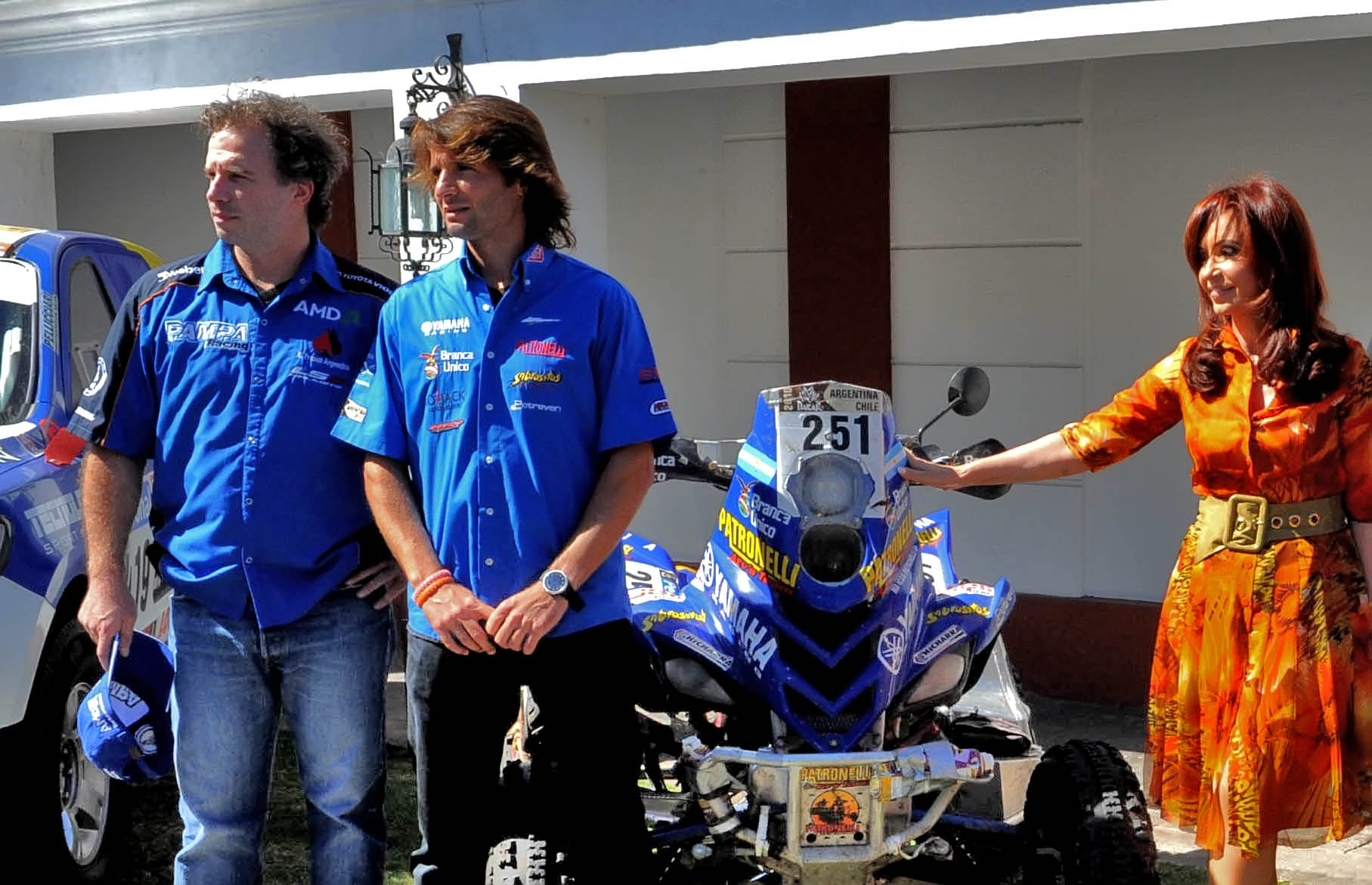
Marcos (derecha) con su hermano Alejandro y la presidenta Argentina en el Rally Dakar de 2010

Nació y vive en Las Flores, Provincia de Buenos Aires, Argentina, donde trabaja desde hace más de 18 años con su familia. Es el tercer hijo de Monica Lolaberri y Roberto Patronelli. Junto a sus hermanos Gabriel (7.º Le Touquet 2007), Alejandro y Nello Nicola son amantes de los fierros, el desde muy chico, subió por primera vez a una moto cuando solo tenía 1 año y se vistió con el equipo de competición a los 12. Ganador de múltiples carreras nacionales e internacionales, Campeón Argentino, Ganador del Enduro del Verano Le Touquet cuatro años consecutivos y dos veces Campeón del Rally Dakar.
Es piloto de Motocross desde los 12 años y de cuatriciclos desde los 15. Durante dos años tuvo la oportunidad de representar a Argentina en el Campeonato más importante de Estados Unidos trayéndose consigo las placas de ganador en la Categoría Stroke B y el cuarto y sexto lugar de la categoría ProAM, esta última es la segunda categoría más importante del Continente Americano. Con los cuatro triunfos consecutivos del Enduro del Verano Le Touquet.
Es récord de carreras ganadas en forma consecutiva en la categoría del evento de Motocross y ATV's más importante de Sudamérica, enfrentándose en todas las ediciones a pilotos internacionales invitados, que forman parte del TOP 3 de los rankings más importantes del mundo. En 2009 fue el primer y único piloto argentino de cuatriciclos en representar al país en la carrera más peligrosa y desafiante del mundo, el Rally Dakar, y logró entrar en la historia por ser el primer piloto argentino en ganar 3 etapas de esta carrera y quedarse con el segundo lugar del podio. En el año 2010 escoltado por su hermano mayor Alejandro, Marcos otra vez, grabó su experiencia en las páginas de la historia, por ser el primer latinoamericano en coronarse Campeón en una categoría del apasionante Rally Dakar. Como si fuera poco para este piloto de Las Flores, en octubre de ese mismo año, decidió subirse a un nuevo desafío. Compró los pasajes, alquiló un cuatriciclo y voló solo hasta Egipto donde lo esperaban para largar una de las carreras del Rally Mundial; el Rally de los Faraones.
Durante cinco días costeó el Nilo y se sumergió en el desierto egipcio. Ganó cinco de seis etapas y se coronó con dos horas y media sobre el segundo. Con este resultado Marcos se convierte en el primer argentino y sudamericano en obtener una victoria mundialista de cross country en la categoría quads. El 30 de noviembre de 2010, a dos meses de aquella victoria en Egipto, en pleno entrenamiento físico para largar el Dakar, el destino le juega una mala pasada y a solo 30 días de la carrera tiene un accidente en su cuatriciclo a 140 km/h quebrándose ambos peronés y clavícula.
Marcos volvió a caminar faltando solo 5 días para largar su tercer Dakar. El 1 de enero de 2011 y acompañado de cerca por Alejandro, largó en Buenos Aires con muchas emociones encontradas. Encaprichado el destino en que no sea su mejor año, abandonó la carrera en la tercera etapa por otro accidente que fisura una de sus rodillas. En 2012, como si todo volviera a repetirse, se invierten los roles y nuevamente los Patronelli suben a lo más alto del podio en la Plaza de Armas de Lima, en Perú. En esta ocasión fue Alejandro quien obtuvo su segunda victoria, de forma consecutiva, quedando Marcos como escolta de su hermano mayor. Faltando apenas tres meses para un nuevo Rally Dakar, un "SI" rotundo al equipo oficial Yamaha Francia volvió a poner a Marcos en un extremo plan de entrenamiento físico para largar óptimo este nuevo desafío 2013. Este año lo corrió solo, ya que Alejandro se tomó descanso y no lo acompañó toda la familia, como en las ediciones anteriores, sino que fue su hermana Clara y Nicolas Mandarano.
Logro participar en el Rally Dakar, logrando con el Puesto N.º 1 con más de una hora y media sobre el segundo.

## Carrera Deportiva

### Rally Dakar 2009
En 2009, Patronelli participó por primera vez en el Rally Dakar, el más exigente del mundo, celebrado en esa ocasión en Argentina y Chile, en la categoría Quad (cuatriciclo), con el N.º 273. El piloto argentino fue contratado por la marca canadiense Can-Am, que le proveyó un cuatriciclo de 800 cm³, valuado en unos 35 mil dólares.
Patronelli ganó tres etapas de las doce y salió segundo en la tabla general, convirtiéndose en el primer argentino en ganar una etapa del Rally Dakar y el primero también en subir a un podio del mismo. El detalle de su desempeño en la competencia es el siguiente:
| 1  | Buenos Aires - Santa Rosa           | 12.º    | 12.º    |
| 2  | Santa Rosa - Puerto Madryn          | 9.º     | 8.º     |
| 3  | Puerto Madryn - Ingeniero Jacobacci | 12.º    | 8.º     |
| 4  | Ingeniero Jacobacci - Neuquén       | 6.º     | 6.º     |
| 5  | Neuquén - San Rafael                | 3.º     | 5.º     |
| 6  | San Rafael - Ciudad de Mendoza      | 4.º     | 5.º     |
| 7  | Ciudad de Mendoza - Valparaíso      | 1.º     | 2.º     |
| 8  | Valparaíso - La Serena              | 2.º     | 2.º     |
| 9  | La Serena - Copiapó                 | 2.º     | 2.º     |
| 10 | Copiapó - Copiapó                   | 1.º     | 2.º     |
| 11 | Copiapó - Fiambalá                  | Anulada | Anulada |
| 12 | Fiambalá - La Rioja                 | 1.º     | 2.º     |
| 13 | La Rioja - Córdoba                  | 9.º     | 2.º     |
| 14 | Córdoba - Buenos Aires              | 7.º     | 2.º     |

### Rally Dakar 2010
En el Dakar 2010 condujo un Yamaha Raptor 700.
| 1  | Buenos Aires - Córdoba    | 1.º | 1.º |
| 2  | Córdoba - La Rioja        | 5.º | 4.º |
| 3  | La Rioja - Fiambalá       | 2.º | 1.º |
| 4  | Fiambalá - Copiapó        | 2.º | 1.º |
| 5  | Copiapó - Antofagasta     | 1.º | 1.º |
| 6  | Antofagasta - Iquique     | 1.º | 1.º |
| 7  | Iquique - Antofagasta     | 8.º | 2.º |
| 8  | Antofagasta - Copiapó     | 1.º | 1.º |
| 9  | Copiapó - La Serena       | 3.º | 1.º |
| 10 | La Serena - Santiago      | 2.º | 1.º |
| 11 | Santiago - San Juan       | 3.º | 1.º |
| 12 | San Juan - San Rafael     | 3.º | 1.º |
| 13 | San Rafael - Santa Rosa   | 5.º | 1.º |
| 14 | Santa Rosa - Buenos Aires | 6.º | 1.º |

### Rally Dakar de 2011
En el Dakar 2011 volvió a conducir un Yamaha Raptor 700.
| 1  | Buenos Aires - Córdoba | 26.º | 26.º |
| 2  | Córdoba - Tucumán      | 5.º  | 26.º |
| 3  | Tucumán - Jujuy        | 11.º | 25.º |
| 4  | Jujuy - Calama *       |      |      |
| 5  | Calama - Iquique       |      |      |
| 6  | Iquique - Arica        |      |      |
| 7  | Arica - Antofagasta    |      |      |
| 8  | Antofagasta - Copiapó  |      |      |
| 9  | Copiapó - Copiapó      |      |      |
| 10 | Copiapó - Chilecito    |      |      |
| 11 | Chilecito - San Juan   |      |      |
| 12 | San Juan - Córdoba     |      |      |
| 13 | Córdoba - Buenos Aires |      |      |

- Abandonó en la 4.º etapa

### Rally Dakar de 2012
Al igual que en el Dakar 2010 y 2011 conduce un Yamaha Raptor 700
| 1  | Mar del Plata - Santa Rosa | 2.º     | 2.º     |
| 2  | Santa Rosa - San Rafael    | 4.º     | 4.º     |
| 3  | San Rafael - San Juan      | 2.º     | 2.º     |
| 4  | San Juan - Chilecito       | 3.º     | 3.º     |
| 5  | Chilecito - Fiambalá       | 1.º     | 3.º     |
| 6  | Fiambalá - Copiapó         | Anulada | Anulada |
| 7  | Copiapó - Copiapó          | 11.º    | 3.º     |
| 8  | Copiapó - Antofagasta      | 1.º     | 3.º     |
| 9  | Antofagasta - Iquique      | 2.º     | 2.º     |
| 10 | Iquique - Arica            | 2.º     | 2.º     |
| 11 | Arica - Arequipa           | 2.º     | 2.º     |
| 12 | Arequipa - Nasca           | 1.º     | 2.º     |
| 13 | Nasca - Pisco              | 4.º     | 2.º     |
| 14 | Pisco - Lima               | 4.º     | 2.º     |

### Rally Dakar de 2013
Al igual que en 2010, 2011 y 2012 conduce un Yamaha Raptor 700
| 1  | Lima - Pisco                    | 3.º | 3.º |
| 2  | Pisco - Pisco                   | 1.º | 1.º |
| 3  | Pisco - Nazca                   | 1.º | 1.º |
| 4  | Nazca - Arequipa                | 1.º | 1.º |
| 5  | Arequipa - Arica                | 1.º | 1.º |
| 6  | Arica - Calama                  | 2.º | 1.º |
| 7  | Calama - Salta                  | 2.º | 1.º |
| 8  | Salta - San Miguel de Tucumán   | 2.º | 1.º |
| 9  | San Miguel de Tucumán - Córdoba | 2.º | 1.º |
| 10 | Córdoba - La Rioja              | 7.º | 1.º |
| 11 | La Rioja - Fiambalá             | 2.º | 1.º |
| 12 | Fiambalá - Copiapó              | 2.º | 1.º |
| 13 | Copiapó - La Serena             | 5.º | 1.º |
| 14 | La Serena - Santiago            | 3.º | 1.º |

### Rally Dakar 2014
El martes 7 de enero de 2014, durante la etapa cuatro, el "cuatri" (cuatriciclo) que piloteaba Marcos Patronelli se desbarrancó mientras ascendía una de las montañas de los Andes en la provincia de San Juan, tras despeñarse casi 400 metros y salvar su vida casi milagrosamente Marcos Patronelli debió abandonar el Dakar 2014.
| 1  | Rosario - San Luis                | 2.º | 2.º |
| 2  | San Luis - San Rafael             | 1.º | 1.º |
| 3  | San Rafael - San Juan             | -   | -   |
| 4  | San Juan - Chilecito              | -   | -   |
| 5  | Chilecito - San Miguel de Tucumán | -   | -   |
| 6  | San Miguel de Tucumán - Salta     | -   | -   |
| 7  | Salta - Uyuni                     | -   | -   |
| 8  | Uyuni - Calama                    | -   | -   |
| 9  | Calama - Iquique                  | -   | -   |
| 10 | Iquique - Antofagasta             | -   | -   |
| 11 | Antofagasta - El Salvador         | -   | -   |
| 12 | El Salvador - La Serena           | -   | -   |
| 13 | La Serena - Valparaíso            | -   | -   |

## Palmarés
- Ganador del Campeonato de Verano en la categoría cuatriciclos limitada en 1997.
- Ganador Enduro del Verano en 2005, 2006, 2007 y 2008.
- Campeón en categoría cuatriciclos del Rally Dakar en 2010, 2013 y 2016
- Subcampeón en categoría cuatriciclos del 2009 y 2012
- Ganador del Rally de los Faraones en Egipto 2010.

## Resultados

### Rally Dakar
| Año     | Clase | Vehículo | Resultado | Etapas |
| ------- | ----- | -------- | --------- | ------ |
| 2009    | Quads | Can-Am   | 2.º       | 3      |
| 2010    | Quads | Yamaha   | 1.º       | 4      |
| 2011    | Quads | Yamaha   | Ret.      | -      |
| 2012    | Quads | Yamaha   | 2.º       | 3      |
| 2013    | Quads | Yamaha   | 1.º       | 4      |
| 2014    | Quads | Yamaha   | Ret.      | 1      |
| 2016    | Quads | Yamaha   | 1.º       | 3      |
| Fuente: |       |          |           |        |